# 老爹的巧克力鹽酥
《老爹的巧克力鹽酥》（英語：Chef's Chocolate Salty Balls）是美国动画电视剧《南方公园》（第二季）的第九集，也是该剧的第22集，最初于1998年8月19日在美国喜剧中心频道播出。该集由该剧联合创作人特雷·帕克和马特·斯通以及南希·皮門托爾共同编剧，帕克执导。
在本集中，圣丹斯电影节移至南方公园，但这对汉基先生造成了严重影响。与此同时，大厨试图通过出售他的新甜点——名义上的巧克力咸球——来赚钱，因为镇上游客众多。真正的圣丹斯电影节将于2027年移至科罗拉多的博爾德，该地靠近真正的南方公园。

## 剧情
犹他州帕克城正值圣丹斯电影节举办之际。圣丹斯电影节的创始人罗伯特·雷德福认为，由于好莱坞富豪们每年都会噴氣式飛機的迁徙，帕克城的商业化程度已经过高，因此他决定将电影节移至科罗拉多州的南方公园。圣丹斯电影节迁至南方公园后，这里很快就被好莱坞游客挤得水泄不通。在学校里，加里森老师给学生们布置了一项作业，让他们观看电影节期间的一部独立电影，并撰写一篇关于这部电影的报告。卡特曼认为独立电影是“黑白嬉皮电影……讲的是同性恋牛仔吃布丁的故事”；然而，斯坦却认为这是和温蒂·泰斯塔伯格约会的机会。与此同时，主厨杰罗姆·麦克尔罗伊在电影节上摆了一个摊位，出售他的软糖饼干食谱。
晚上，凯尔上厕所时，听到汉基先生在马桶里叫他。凯尔说服斯坦、卡特曼和肯尼帮他找到汉基先生；他们进入下水道系统寻找他。很快他们就找到了汉基先生，汉基先生告诉凯尔，大量好莱坞游客的涌入以及他们的健康食品饮食破坏了下水道的生态系统，使他病入膏肓。
凯尔和其他人出现在一场电影放映前，凯尔恳求好莱坞游客们理解他们的出现导致了他的朋友汉基先生的死亡。然而，他们都认为凯尔是在推销剧本，并提出了电影合约。一位经纪人找到卡特曼，想购买凯尔故事的版权；他欣然同意。一部电影一夜之间就开拍了，由汤姆·汉克斯饰演凯尔，一只猴子饰演汉基先生。南方公园的当地人开始厌倦这个电影节，认为它让小镇充斥着商业主义和好莱坞媚俗。然而，雷德福计划如果他们继续结束这个电影节，就起诉整个小镇；他随后向妻子菲利斯透露，他将让所有小镇都充斥着好萊塢文化，因为他无法逃脱，所以他想把它强加给其他人。这时，卡特曼意识到自己被经纪人骗了，《汉基先生》电影赚了两百万美元，但他只拿到了三美元，斯坦当即称卡特曼是个叛徒；卡特曼不甘示弱，开始出售印有猴子版汉基先生的汤姆·汉克斯T恤。
凯尔试图向人群展示汉基先生，但汉基先生脸色苍白，奄奄一息。大厨喂了汉基先生一个巧克力咸球，让他复活。斯坦、凯尔、大厨和汉基先生走近站在讲台上的雷德福，宣布电影节将于明年以及之后的许多年回归。在汉基先生无视他们关于电影节搬迁的请求后，他发表了一篇充满激情的演讲，呼吁电影节不要只顾迎合好莱坞的浮华，而应该更多地关注给予新晋电影人机会，真正享受电影的魅力。雷德福勃然大怒，将汉基先生推到墙上，致其身亡；大厨再次用他的巧克力咸球让汉基先生恢复了活力。随后，他导致南方公园的下水道喷涌而出，雷德福和菲利斯的车里充满了粪便，将他们淹没，所有游客都逃离了小镇。小镇得救了（尽管被粪便覆盖），男孩们和温蒂反思了汉基先生的讲话，承认虽然一些独立电影很棒，但“大多数都烂透了”。至于卡特曼，他觉得卖身对自己有利，因为他不会像朋友那样和“穷光蛋”混在一起，而是带着卖衬衫赚的钱离开了。

## 创作
1998年，在第二季播出期间，发行了一张名为《援助大厨：南方公园专辑》的原声带专辑。专辑收录了该剧集中出现过或与之相关的歌曲，其中包括本集中由艾萨克·海耶斯饰演大厨演唱的《巧克力咸球》。

## 文化参照
卡特曼称独立电影是关于“同性恋牛仔吃布丁”的。本集播出时间比独立电影《断背山》（2005年）上映早七年，但比安妮·普鲁克斯1997年出版的同名短篇小说晚一年。2005年10月，在接受美联社采访时，该剧的联合创作人特雷·帕克和马特·斯通回应了关于卡特曼预言性言论的问题。帕克打趣道：“……如果里面有吃布丁的，我们就要起诉。” 斯通则声称：“不，(我们不是预言家)，但卡特曼是。(笑) 90年代中后期我们经常去圣丹斯电影节，你就能看出它正朝着同性恋牛仔的方向发展。”

## 家庭媒體
2003年6月3日，华纳家庭视频以DVD套装的形式发行了第二季的全部18集，其中包括“老爹的巧克力鹽酥”。

## 外部鏈接
- "老爹的巧克力鹽酥" 南方公园工作室完整剧集
- 互联网电影数据库上老爹的巧克力鹽酥的资料（英文）